# 43. Филмски сусрети у Нишу
43. Филмски сусрети одржани су од 21. августа до 27. августа 2008. године. Фестивал је отворила глумица Светлана Бојковић. 43. глумачки фестивал биће упамћен и по изузетно лошем тону током пројекције филмова.
Уметничка директорка фестивала је била Снежана Никшић.

## Жири
| Састав жирија      |                  |                  |
| председница жирија | Радмила Живковић | Радмила Живковић |
| чланови жирија     | Петар Краљ       | Марија Вицковић  |

## Програм
Током фестивала приказано је 12 филмова, од којих 7 премијерно у Нишу, док је филм Маша Синише Ковачевића имао српску премијеру.
| Дан        | Програм                                          |
| ---------- | ------------------------------------------------ |
| 21. август | Свечано отварање                                 |
| 21. август | Љубав и други злочини (Стефан Арсенијевић)       |
| 21. август | Четврти човек (Дејан Зечевић)                    |
| 22. август | Није крај (Винко Брешан)                         |
| 22. август | In memoriam                                      |
| 22. август | Читуља за Ескобара (Горан Паскаљевић)            |
| 23. август | Пешчаник (Саболч Толнаи)                         |
| 23. август | Бледи месец (Љубиша Самарџић)                    |
| 24. август | На лепом плавом Дунаву (Дарко Бајић)             |
| 24. август | Свечано уручивање награде Она и он               |
| 24. август | Милош Бранковић (Небојша Радосављевић)           |
| 25. август | Маша (Синиша Ковачевић)                          |
| 25. август | Свечано уручење награде Павле Вуисић             |
| 25. август | Биро за изгубљене ствари (Светислав Бата Прелић) |
| 26. август | Принц од папира (Марко Костић)                   |
| 26. август | Чарлстон за Огњенку (Урош Стојановић             |
| 27. август | Свечана додела награда и затварање фестивала     |
| 27. август | Документарни филм о Шабану Бајрамовићу           |

## Награде
| Награда                          | Добитник/Добитница | Улога                  | Филм (редитељ/редитељка)        |
| -------------------------------- | ------------------ | ---------------------- | ------------------------------- |
| Гран при Наиса                   | Никола Којо        | Мајор, Лазар Станковић | Четврти човек                   |
| Цар Константин                   | Бранислав Лечић    | Хорст из Немачке       | На лепом плавом Дунаву          |
| Царица Теодора                   | Нада Шаргин        | Деса и Млада           | Није крај и Чарлстон за Огњенку |
| Повеља за мушку улогу            | Вук Костић         | Станислав              | Љубав и други злочини и Маша    |
| Повеља за женску улогу           | Ана Франић         | Саша из Србије         | На лепом плавом Дунаву          |
| Награда за епизодну мушку улогу  | Богдан Диклић      | Пуковник               | Четврти човек                   |
| Награда за епизодну женску улогу | Јелена Гавриловић  | Нина из Русије         | На лепом плавом Дунаву          |
| Награда за најбољег дебитанта    | Иван Босиљчић      | Василе из Румуније     | На лепом плавом Дунаву          |

Додељене су и незваничне награде фестивала, и то:
- Награда за животно дело Павле Вуисић припала је глумици Мири Бањац, која због болести није могла лично да је преузме.
- Награда Она и Он, коју додељује компанија Новости припала је Радошу Бајићу и Љиљани Стјепановић за серију Село гори, а баба се чешља.